# Salomon Zeldenrust
Salomon Zeldenrust (Amsterdam, 17 febbraio 1884 – Knokke, 20 luglio 1958) è stato uno schermidore olandese, vincitore di una medaglia di bronzo nella scherma ai giochi olimpici.